# خيسوس بوينو
خيسوس بوينو هو لاعب كرة قدم فنزويلي في مركز الوسط، ولد في 15 أبريل 1999 في باركيسيميتو في فنزويلا. لعب مع ديبورتيفو لارا وفيلادلفيا يونيون 2 وفيلادلفيا يونيون.

## وصلات خارجية
- خيسوس بوينو على موقع الدوري الأمريكي (الإنجليزية)
- خيسوس بوينو على موقع قاعدة بيانات كرة القدم.إي يو (الإنجليزية)
- خيسوس بوينو على موقع Soccerway.com (الإنجليزية)